# C'est aujourd'hui dimanche
C'est aujourd'hui dimanche est un album de bande dessinée réalisé par Mazan et publié aux éditions Delcourt en 2004. Second opus des aventures de Philibert.

## Synopsis
Philibert et son frère enquêtent sur des meurtres commis sur un parcours de golf. Étrange coïncidence : la maison de leur mère se situe en bordure de ce terrain. Plus étrange encore, cette affaire semble avoir un rapport avec celle de la « femme caméléon » trouvée par un chasseur de crocodiles, dix neuf ans plus tôt, au fond d'un bayou de Louisiane...